# Pachysylvia
 Pachysylvia, es un género de aves paseriformes perteneciente a la familia Vireonidae que agrupa a especies nativas de la América tropical (Neotrópico), donde se distribuyen desde el este de México, por América Central y del Sur hasta el sureste del Perú, norte de Bolivia y centro oeste de Brasil. A sus miembros se les conoce por el nombre común de verdillos, y también vireillos o verderones. Las especies de este género, recientemente resucitado, estaban antes situadas en Hylophilus.

## Características
Las especies de este género son un grupo de pequeños vireónidos, midiendo entre 10 y 12,5 cm de longitud, con parte de arriba olivácea, menores que otros de la misma familia y que presentan pico más puntiagudo, pardo pálido o rosado. Tienen el iris oscuro, y son encontradas generalmente en la canopia de selvas húmedas; generalmente cantan una frase singular más compleja.

## Lista de especies
Según la clasificación Clements Checklist v.2015, agrupa a las siguientes especies, con el respectivo nombre común de acuerdo a la Sociedad Española de Ornitología (SEO):
- Pachysylvia semibrunnea (Lafresnaye, 1845) - verdillo nuquirrufo;
- Pachysylvia aurantiifrons (Lawrence, 1861) - verdillo luisucho;
- Pachysylvia hypoxantha (Pelzeln, 1868) - verdillo ventriamarillo;
- Pachysylvia muscicapina (Sclater, PL & Salvin, 1873) - verdillo atrapamoscas;
- Pachysylvia decurtata (Bonaparte, 1838) - verdillo menor.

## Taxonomía
Los estudios de Slager et al. (2014) produjeron una filogenia de la familia Vireonidae usando datos mitocondriales (ND2) y nucleares (3 Z-linked loci) que incluyeron 221 ejemplares representando 46 de las 52 especies de vireónidos actualmente reconocidos y 14 de las 15 especies entonces en Hylophilus.  Este estudio filogénico demostró que el género Hylophilus era polifilético, compuesto de 4 clados dentro de la familia Vireonidae.  Slager y Klicka (2014) establecieron la necesidad de 4 géneros para reflejar esta diversidad.
- Clado 1: conteniendo a Hylophilus sclateri. Los datos de Slager et al. (2014) colocan a esta especie integrada dentro del género Vireo, como Vireo sclateri .

- Clado 2: conteniendo las especies de iris pálido, habitantes de montes bajos y matorrales, que pueden permanecer en el género Hylophilus ya que la especie tipo es Hylophilus poicilotis.[7]

- Clado 3: conteniendo las especies del presente género. Estas especies fueron transferidas para un género resucitado Pachysylvia y la especie tipo siendo H. decurtatus, que tiene prioridad. Desde que Pachysylvia es femenino, los nuevos nombres científicos deben ser: Pachysylvia decurtata, P. hypoxantha, P. muscicapina, y P.semibrunnea, respectivamente.[7]

- Clado 4: Conteniendo a Hylophilus ochraceiceps que se distingue de los otros por tener rectrices rojizas (que son verdes en otras especies) y cobertoras de la cola rufas (que son blancas a amarillentas en otras especies), por habitar en el sotobosque del interior de los bosques y no en monte bajo, canopia o bordes de bosques como los otros y por su canto silbado extremamente simple, en contraste con cantos más complejos de otras especies. Para esta especie fue descrito un nuevo género monotípico Tunchiornis y la especie denominada Tunchiornis ochraceiceps.[2]

Los cambios taxonómicos descritos en los clados 3 y 4 fueron reconocidos mediante la aprobación de la Propuesta N° 656 al SACC en noviembre de 2014. Tanto Clements Checklist como el Comité Brasileño de Registros Ornitológicos (CBRO) adoptan los cambios descritos, mientras e Congreso Ornitológico Internacional (IOC) (versión 6.2., 2016) todavía no los ha incorporado.